# Авруцкий, Юрий Пантелеевич
Ю́рий Пантеле́евич Авру́цкий (9 (по документам — 10) мая 1944, Верное, РСФСР, СССР — 30 января 2009, Москва, Россия) — советский футболист, нападающий. Мастер спорта.

## Карьера
Карьеру начинал в «Вымпеле». В июле 1962 года перешёл в московское «Динамо». В сезоне 1963 дебютировал в составе «бело-голубых». 9 июня в матче 13-го тура против «Кайрата», выйдя на замену на 70-й минуте вместо Вадима Иванова. В том году «Динамо» стало чемпионом СССР. В 1964 году Авруцкий получил приз лучшему дебютанту сезона. В 1966 и 1969 годах становился лучшим бомбардиром команды. Дважды стал обладателем Кубка СССР: в сезоне 1966/67 и в 1970 году. Всего за «Динамо» в чемпионате он сыграл 174 матча и забил 46 голов. В Кубке провёл 16 матчей, забив 7 мячей.
Летом 1971 года главный тренер динамовцев Константин Бесков решил расстаться с футболистом. Авруцкий ушёл в донецкий «Шахтёр». По итогам сезона команда вылетела из высшей лиги, и Авруцкий перешёл в «Нефтчи». Из-за частой смены команд спорткомитет запретил ему выступать, и Авруцкому пришлось завершить карьеру в 29 лет.
В июне 1971 года Авруцкий сыграл два матча за олимпийскую сборную Советского Союза: 2 и 16 июня в рамках отборочного турнира на Олимпийские игры 1972 года СССР встречались с командой Нидерландов.

## Достижения

### Командные
«Динамо»
- Чемпион СССР: 1963
- Обладатель Кубка СССР (2): 1966/67, 1970

### Личные
- Лучший дебютант сезона: 1964